# Геральт (герб)
Геральт (Гералт, Геральд, Осьморог, Осморуг, Осмарог, Осмарани, Ціцежа, Рогув, пол. Gierałt, Gieralt, Gerald, Hosmorog, Osmoróg, Osmioróg, Osmarog, Osmorog, Osmarany, Cicierza, Rogów) — польський шляхетський герб, яким користувалось близько 100 шляхетських родів Білорусі, України, Литви і Польщі. 
Герб відомий у Польському королівстві від кінця 13 століття, у Великому князівстві Литовському, Руському та Жемайтійському — після Городельськой унії 1413 року.

## Опис герба

### Опис історичний
Каспер Несецький, посилаючись на історичні праці Марціна Бельського, Бартоша Папроцького, Шимона Окольського і Войцеха Кояловича, так описує герб в своєму «Польському Гербовнику» (том IV):
Має бути хрест білий роздертий, в полі червонім, а на кожному розі хреста яблуко, або помаранча, в шоломі тетерів з піднесеними крилами.

### Опис сучасний
На червленому полі знаходиться срібний хрест з роздвоєними кінцями, так що він утворює "восьмирога", а між його кінцівками симетрично розташовані чотири золоті кулі. В клейноді, над шоломом з короною, сидить тетерів, що ніби збирається злетіти, обернений вправо. Намет червоний, підбитий сріблом.

## Легенда гербова
За легендою, шляхтич німецького походження, якого звали Геральт (Gierałt) довго виступав проти християнської віри. Проте, під час свого перебування в Римі він був навернений та хрещений. Він отримав свій герб особисто від Папи Римського. На щиті герба він помістив тетерева. 
Повернувшись до Польщі він активно фінансував будівництво численних церков. 
За його ім'ям й було названо герб, інша назва Осьморог - від восьми ніби рогів хреста.

## Історія
Вважається, що герб виник бл. 1288-1306 рр. 
Одними з перших його представників називають Святого Андрія Свирада (Andrzej Świerad) та третього єпископа Віленського Миколая з Горжкова (Mikołaj z Gorzków).
Перша письмова згадка датується 1361 роком, перше зображення - 1384 (на печатці). 
Після підписання Городельської унії 1413 — угоди між Польським королем Владиславом ІІ Ягайлом та Великим князем Литовським, Руським та Жемайтійським Вітовтом деякі українські, литовські та білоруські бояри отримували право мати свій родовий герб та зрівнювались у достоїнствах з польською шляхтою. Геральт був одним із 47 гербів, прийнятих литовськими боярами на цій унії. 
Так, відповідно до Городельської унії, єпископ Віленський Миколай передавав литовсько-руському боярину Сургуту з Решинок (Surgut z Reszynek) право користуватись гербом Геральт.
Пізніше, інші українські шляхетські роди також отримали право на цей герб.
Цей герб в основному був поширений серед родин, осівших в землях краківській, сандомирській, познанській та серадзькій. 

### Етимологія
Назва гербу, правдоподібно, походить від імені Геральт (пол. G(i)erałt). Людвік Пєжхала вважав, що назва роду пов'язана з іменем святого, який був його покровителем. В середньовіччі було сім святих з таким іменем.

## Роди
Тадеуш Гайль в своєму «Польському Гербовнику» подає наступні роди, що вживали герб Геральт:
Белчницькі (Bełcznicki), Бужинські (Буржинські) (Burzyński).
Ве(р)жхослави (Верхослави) (Wierzchosław), Венжицькі (Wężycki), Венцковські (Więckowski), Венчковські (Więczkowski), Весцицькі (Wieścicki), Вижиські (Wyżyski), Вижицькі (Wyrzycki, Wyżycki), Вільчковські (Wilczkowski), Вінклери (Winkler), Вішицькі (Wiszycki), Вольські (Wolski), Вробільські (Wrobilski), Врублевські (Wróblewski), Врублинські (Wróbliński), Врублиські (Wróbliski), Врублицькі (Wróblicki), Врубльовські (Wróblowski).
Гарчинські (Garczyński), Гежинські (Гержинські) (Gierzyński), Гераловичі (Gierałowicz, Herałowicz), Гералти (Gierałt), Гералтовські (Gierałtowski), Геральди (Gerald), Геральти (Gieralt), Герлахи (Герляхи) (Gerlach), Герловичі (Gerłowicz), Геци (Giec), Гецевичі (Giecewicz), Гіжинські (Giżyński), Гільвицькі (Gilwicki), Гінейти (Ginejt, Gineyt), Гнєвеки (Gniewek), Го(р)жковські (Gorzkowski).
Дименські (Dymieński), Добромиські (Dobromyski), Добромирські (Dobromirski).
Жешинські (Ржешинські) (Rzeszyński).
Землещері (Zemleszczery).
Кентшинські (Kentrzyński, Kętrzyński), Кияновські (Kijanowski), Козьмицькі (Koźmicki), Коморовські (Komorowski), Коссовські (Kossowski), Костехи (Kostech), Кочановські (Koczanowski), Кочоновські (Koczonowski), Куцевичі (Kucewicz), Куцели (Kuceł), Кшистковські (Кржистковські) (Krzystkowski), Кшишковські (Кржишковські) (Krzyszkowski). 
Люцлавські (Lucławski).
Магнуси (Magnus), Маршовські (Marszowski), Мацкевичі (Mackiewicz), Мозгави (Mozgawa), Мозгавські (Mozgawski), Мойковські (Mojkowski).
Осьмороги (Осморуги, Осьмьоруги) (Osmoróg, Ośmioróg).
Пожерські (Pożerski), Пшибиславські (Przybysławski), Пьотровські (Петровські) (Piotrowski).
Роговські (Rogowski), Рослави (Rosław). 
Семеховські (Siemiechowski), Семиховські (Siemichowski), Скрентовські (Skrętowski), Слонецькі (Słonecki), Соєти (Sojeta), Сокольницькі (Sokolnicki), Стшалки (Стржалки) (Strzałka), Стшелецькі (Стржелецькі, Стрелецькі) (Strzelecki), Сужицькі (Суржицькі) (Surzycki), Суловські (Sułowski), Сурвілли (Surwiłło), Сургути (Сургунти) (Surgut, Surgunt, Surguta), Сурконти (Surkont), Суркоти (Surkot), Сусконти (Suskont). 
Товткевичі (Towtkiewicz), Товянські (Towiański), Торанські (Torański), Тоуранські (Tourański).
Фастиковські (Fastykowski), Фащевські (Faszczewski), Фасцишевські (Faściszewski).
Шадзевичі (Шадевичі) (Szadziewicz), Шадзевичі-Товянські (Szedziewicz-Towiański).
Юшкевичі (Juszkiewicz).
Ягучинські (Jaguczyński), Яніковські (Janikowski), Янушевичі (Januszewicz).

## Відомі представники
- Миколай з Гожкова (Гожковський) (†1414), з 1402 був третім в історії ректором Краківського університету, канонік краківський, єпископ віленський (1407-1414), підписав Городельську унію (1413), прийнявши до свого герба литовського боярина Сургута.
- Сургут з Решинок (Решкім) (†20 лютого 1428), литовський боярин, перший володар герба Геральт в Великому князівстві Литовському, Руському і Жемайтійському (прийнятий до гербу Геральт на Городельській унії в 1413 році віленським єпископом Миколаєм з Гожкова).
- Єжи Іполіт Товянський (†1 серпня 1715), хорунжий вількомирський, каштелян ленчицький (1692-1702), воєвода ленчицький (1702-1715), сенатор Речі Посполитої.
- Кшиштоф Миколай Товянський (†10 вересня 1761), староста мендзижецький (1710), підчаший великий коронний (1699-1726), підкоморій надвірний коронний (з 1727), син попереднього.
- Станіслав Вижицький (†5 червня 1680), стольник Новгород-Сіверський (1653-1665), хорунжий київський (1665-1679), староста таборовський.
- Миколай Міхал Вижицький (1649-1705), католицький священик, абат комендаторійний червінський (1689-1705), єпископ холмський (1699-1705), секретар великий коронний, ректор Замойської академії, син попереднього.
- Ян Вижицький, хорунжий київський (1689-1713), учасник елекційного сейму 1697 року від київського воєводства, де підписав Pacta conventa Августа II Сильного, брат попереднього.
- Миколай Ігнацій Геральд-Вижицький (1698-1757), архієпископ митрополит Львівський (латинського обряду) (1737-1757), син попереднього.
- Кароль Вижицький (†1737), хорунжий чернігівський (1706-1710), підконюший литовський (1710), каштелян волинський (1731-1736).